# Dear John (Status Quo)
Dear John è una canzone prodotta dalla rock band inglese Status Quo, pubblicata come singolo nel marzo del 1982.

## La canzone
È il primo singolo estratto dall'album 1+9+8+2 = XX ed è connotato da toni leggeri e disimpegnati, più un ritornello semplice e facilmente memorizzabile già dai primi ascolti.
Visto il titolo e il testo della traccia, alcuni suppongono che il brano sia indirizzato al batterista John Coghlan, uscito fuori dalla formazione proprio durante l'incisione dell'album 1+9+8+2 = XX, ma l'ipotesi viene più volte smentita dal resto della band in svariate interviste.
Sostenuto da un divertente video musicale, il singolo sale al decimo posto delle classifiche inglesi.

## Tracce
1. Dear John - 3:12 - (Gustafson/Macauley)
2. I Want the World to Know - 3:21 - (Lancaster/Lamb)

## Formazione
- Francis Rossi (chitarra solista, voce)
- Rick Parfitt (chitarra ritmica, voce)
- Andy Bown (tastiere, chitarra, armonica a bocca, cori)
- Alan Lancaster (basso, voce)
- Pete Kircher (percussioni)

## British singles chart
| Posizione | 36 | 25 | 13 | 10 | 16 | 20 | 38 | 70 | uscito |